# کارامانیا پیمونته
کارامانیا پیمونته (به ایتالیایی: Caramagna Piemonte) یک کومونه در ایتالیا است که در استان کونیو واقع شده‌است.

## خصوصیات
کارامانیا پیمونته ۲۶٫۳ کیلومترمربع مساحت و ۳٬۰۲۳ نفر جمعیت دارد و ۲۵۴ متر بالاتر از سطح دریا واقع شده‌است.